# Pernettyella longicornis
Pernettyella longicornis är en tvåvingeart som beskrevs av Jean-Jacques Kieffer och Herbst 1909. Pernettyella longicornis ingår i släktet Pernettyella och familjen gallmyggor. Inga underarter finns listade i Catalogue of Life.